# 考龙奇拜雷尼
考龙奇拜雷尼，是匈牙利诺格拉德州所辖的一个村。总面积23.14平方公里，总人口938，人口密度40.5人/平方公里（2011年1月1日）。